# NGC 7647
NGC 7647 (другие обозначения — PGC 71325, UGC 12576, MCG 3-59-55, ZWG 454.63, PGC 71335, DRCG 36-34) — эллиптическая галактика (E) в созвездии Пегас.
Этот объект входит в число перечисленных в оригинальной редакции «Нового общего каталога».
В галактике вспыхнула сверхновая SN 2009hi типа Ia, её пиковая видимая звездная величина составила 18,0.